# Escuela Española de Historia y Arquelogía en Roma
Die Escuela Española de Historia y Arqueología en Roma (italienisch Scuola spagnola di storia e archeologia a Roma, „Spanische Schule für Geschichte und Archäologie in Rom“) ist eine spanische Forschungseinrichtung mit Sitz in Rom. Die 1910 gegründete Einrichtung ist eine Abteilung des Consejo Superior de Investigaciones Científicas, der größten öffentlichen Forschungseinrichtung Spaniens.

## Geschichte
Der Gründung der spanischen Schule gingen einige Jahrzehnte voraus, in denen der Wunsch, mit einem eigenen Institut in Rom vertreten zu sein, sich entwickelte. Andere Länder waren längst in Rom anwesend, mit der Öffnung der geheimen Archive des Vatikans im Jahr 1880 wurde der Weg frei zu einem dringenden Desiderat nicht nur der spanischen Geschichtsforschung. Ricardo de Hinojosa, der 1892 die vatikanischen Archive studierte, und Rafael Altamira, Sprecher des 1903 in Rom ausgerichteten 3. Internationalen Geschichtskongresses, regten eine derartige Einrichtung an. 
Es war dem Kunsthistoriker Josep Pijoán, Mitglied des 1907 ins Leben gerufenen Institut d’Estudis Catalans, vorbehalten, die Gründung der Escuela Española mithilfe der Junta para Ampliación de Estudios voranzutreiben. 1910 umgesetzt, war er von 1911 bis 1913 erster Sekretär der bis 1915 als Gemeinschaftsunternehmen beider Institutionen betriebenen Einrichtung. Trotz der bescheidenen finanziellen Ausstattung kamen 1911 die ersten Stipendiaten aus Spanien nach Rom und die Escuela Española verfasste ihre ersten Cuadernos de Trabajos („Arbeitshefte“). Der Fokus der wissenschaftlichen Arbeit lag auf dem Katalogisieren, Transkribieren und Publizieren von Quellenmaterial, das in Italien erschlossen wurde.
Der Erste Weltkrieg und seine Folgen führten dazu, dass die Einrichtung geschlossen wurde, obwohl sie formal fortbestand. Erst nach dem Ende des Zweiten Weltkrieges wurde die Arbeit im Jahr 1947 unter Francisco Franco, trotz der rigorosen Abwendung vom europäischen Gedanken, wieder aufgenommen. Das Domizil in einem Palazzo nahe der Kirche Santa Maria di Monserrato stand nun nicht mehr zur Verfügung. So bezog man 1950 Quartier in einem Haus in der Via de Villa Albani, das man 1964 auch erwarb. Die Tätigkeiten der Schule wurden nun ausgeweitet, die Zusammenarbeit mit italienischen Institutionen intensiviert. 1953 kam es zudem zum Beitritt in der Unione internazionale degli istituti di archeologia, storia e storia dell’arte in Roma, in der Folge auch der Associazione Internazionale di Archeologia Classica und der Unione Romana delle Biblioteche Scientifiche.
Nach dem Ende der Franco-Ära wurde die Arbeit der Einrichtung professionalisiert, der Schwerpunkt wieder der historischen und archäologischen Forschung gewidmet. 1986 fusionierte die Escuela Española mit der Real Academia de España en Roma, einer 1873 gegründeten Institution, die sich der Förderung der schönen Künste gewidmet hatte. Die neu geschaffene Academia Española de Historia, Arqueología y Bellas Artes bestand bis 1992, als der Versuch, Synergien zwischen den Einrichtungen freizulegen, wieder aufgegeben wurde. Nun begann die bis heute bedeutende historische und archäologische Forschung der Escuela Española de Historia y Arqueología en Roma, die seit 2014 ihren Sitz in einem Palazzo in der Via di Sant’Eufemia 13 hat.

## Aufgaben
Die Ausrichtung der Escuela Española de Historia y Arqueología ist rein wissenschaftlich. Zu ihren Forschungsschwerpunkten gehören Untersuchungen zur Beziehung zwischen Spanien und Italien von der Antike bis zur Gegenwart, wobei man sich auf historische und archäologische Themenbereiche konzentriert. 
Sie übernimmt die Ausbildung spanischer Nachwuchswissenschaftler aus den Bereichen Geschichte sowie Archäologie und unterstützt spanische Wissenschaftler bei ihren Forschungsprojekten in Italien. Zudem unterhält sie die Verbindungen zu den anderen Auslandsinstitutionen in Rom und stellt die Kontakte zwischen spanischen und internationalen Wissenschaftlern her.

## Forschungen
Neben den quellenkritischen und Quellen erschließenden Forschungen wurden in den 1950er-Jahren zwei Tätigkeitsfelder des Instituts geschaffen, die allerdings in den 1970er-Jahren wieder eingestellt wurden: die Erforschung geistlicher Musik und die Rechtsgeschichte. Insbesondere im Bereich der Musikwissenschaft wurde mit der Gesamtausgabe der Werke von Cristóbal de Morales (1952–1971 in 8 Bänden) und von Tomás Luis de Victoria (1965–1968 in vier Bänden) bedeutende Beiträge geleistet. Zugleich wurden 1956 die von Martín Almagro Gorbea geleiteten Ausgrabungen in Gabii aufgenommen.
Zwischen 1989 und 1991 wurden dann verschiedene archäologische Untersuchungen im Zentrum von Rom initiiert: auf dem Forum Romanum, auf dem Palatin und auf dem Kapitol. Im Jahr 1994 schließlich wurden die Ausgrabungen in Tusculum gestartet, deren 25-jähriges Jubiläum 2019 gefeiert wurde. Die ersten beiden Kampagnen wurden von Javier Arce geleitet, für die nächsten zehn Jahre hatte die Leitung Xavier Dupré inne.

## Direktoren
- Ramón Menéndez Pidal (1911–1914)
- Antonio García Solalinde (1914)
- Antonio de la Torre y del Cerro (1914–1915)
- Francisco Íñiguez Almech (1947–1965)
- Manuel Jesús García Garrido (196–1973)
- Luis Suárez Fernández (1973–1976)
- Evelio Verdera y Tuells (1976–1978)
- Martín Almagro Gorbea (1979–1983)
- Arnau Puig Grau (1986–1989)
- Javier Arce Martínez (1990–1997)
- Manuel Espadas Burgos (1997–2006)
- Ricardo Olmos Romera (2006–2011)
- Fernando García Sanz (2011–2018)
- José Ramón Urquijo Goitia (seit 2018)